# YINSH
YINSH je abstraktní desková hra pro dva hráče z roku 2003, která je 5. hrou GIPF projektu. Autorem všech her projektu je Kris Burm z Belgie.

## Pravidla

### Herní komponenty
- hrací deska tvořená šestiúhelníkem rozděleným čarami, na jejichž průsečíky se pokládají kameny
- 51 kulatých kamenů z jedné strany bílých, z druhé černých (podobně jako ve hře Othello)
- 5 bílých a 5 černých kroužků, do nichž se v průběhu hry vkládají kameny

### Příprava hry
- Jeden hráč (bílý) si vezme bílé kroužky, druhý (černý) si vezme černé kroužky. Kameny se ponechají vedle desky jako zásoba pro oba hráče.
- Začíná bílý, pak se hráči v tazích střídají.
- Hra se skládá ze dvou fází:

1. pokládání kroužků
2. přesunování kroužků

### Pokládání kroužků
- Každý hráč položí jeden svůj kroužek na libovolný volný průsečík.
- Ve chvíli, kdy je umístěno všech 10 kroužků, začíná fáze pokládání kamenů.

### Přesunování kroužků
- Hráč, který je na tahu, vezme jeden kámen ze zásoby a položí ho svou barvou nahoru dovnitř jednoho svého kroužku na desce. Pak tento kroužek (nikoli kámen v něm) přesune jedním směrem o libovolný počet průsečíků na volný průsečík.
- Přesunovaný kroužek může přeskočit libovolný počet volných průsečíků a libovolný počet kamenů obou barev. Pokud však přeskočí nějaké kameny, musí skončit přesun na prvním volném průsečíku za těmito kameny.
- Všechny přeskočené kameny se otočí, čímž se změní jejich barva.
- Je zakázáno přeskočit kroužek.
- Vznikne-li na desce souvislá řada nejméně 5 kamenů stejné barvy, pak hráč, kterému tyto kameny patří, je odstraní z desky zpět do zásoby a vezme si z desky zpět jeden svůj kroužek.
- Vznikne-li řada více než 5 stejných kamenů, pak hráč, kterému patří, odstraní libovolných 5 z nich, které tvoří souvislou řadu.
- Vznikne-li více řad 5 kamenů, pak je hráč, kterému patří, odstraní jednu po druhé a za každou si vezme jeden svůj kroužek. Pokud však odstranění jedné řady naruší druhou, pak se druhá již neodstraňuje.
- Vzniknou-li řady 5 kamenů obou hráčů, jako první vezme své řady hráč, který právě ukončil tah, a po něm jeho soupeř.

### Konec hry
Hra končí jedním z dvou způsobů:
1. Jeden z hráčů vzal z desky 3 své kroužky (což znamená, že vytvořil 3 řady 5 svých kamenů). Tento hráč vítězí. Pokud na desce vzniknou řady 5 kamenů obou hráčů a oba by z nich získali třetí kroužek, vítězí hráč, který právě ukončil tah, protože ten si vezme kroužek jako první.
2. Na desku jsou umístěny všechny kroužky ze zásoby, aniž některý hráč získal 3 své kroužky. Vítězem je hráč, který získal více kroužků. Mají-li oba stejný počet, hra končí remízou.

## Blesková verze
V bleskové verzi hry vítězí hráč, který jako první vytvoří svou řadu 5 kamenů. Ostatní pravidla jsou stejná.

### Počítačové hraní
- YINSH online
- YINSH online na Boardspace.net (proti člověku i počítači)
- YINSH online na boiteajeux.net Archivováno 4. 12. 2020 na Wayback Machine. (Francouzský server)